# Ranpirnase
La ranpirnase, ou onconase, est une ribonucléase présente dans les ovocytes de la grenouille léopard (Rana pipiens, d'où son nom). Elle appartient à la famille de la ribonucléase pancréatique (RNase A) et clive l'ARN avec une préférence pour les nucléotides portant des résidus d'uracile ou de guanine. Avec l'amphinase, une autre ribonucléase de cette espèce d'amphibiens, la ranpirnase a fait l'objet de recherches en raison de sa cytotoxicité sélective contre les cellules tumorales. Le mécanisme de cette sélectivité pour les cellules cancéreuses a été attribuée à une possible action sur l'interférence par ARN, peut-être (1) par clivage de petits ARN interférents, (2) par clivage d'ARN de transfert, ou (3) par interférence avec la protéine NF-κB. Les essais cliniques en phase III n'ont cependant pas démontré l'efficacité escomptée contre les pathologies visées.